# Junzō Sakakura

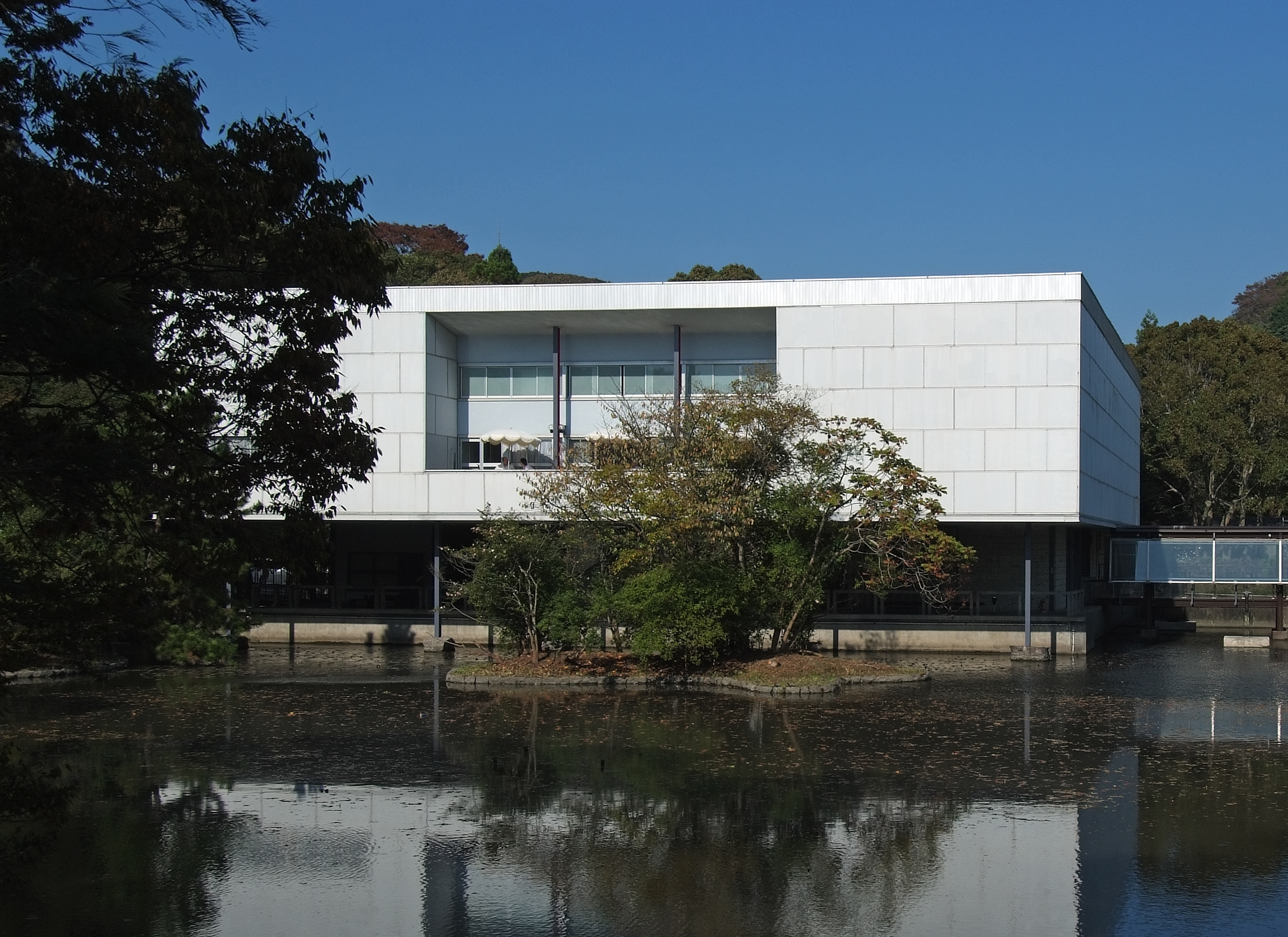
Museo de Arte Moderno de Kamakura, 1951.

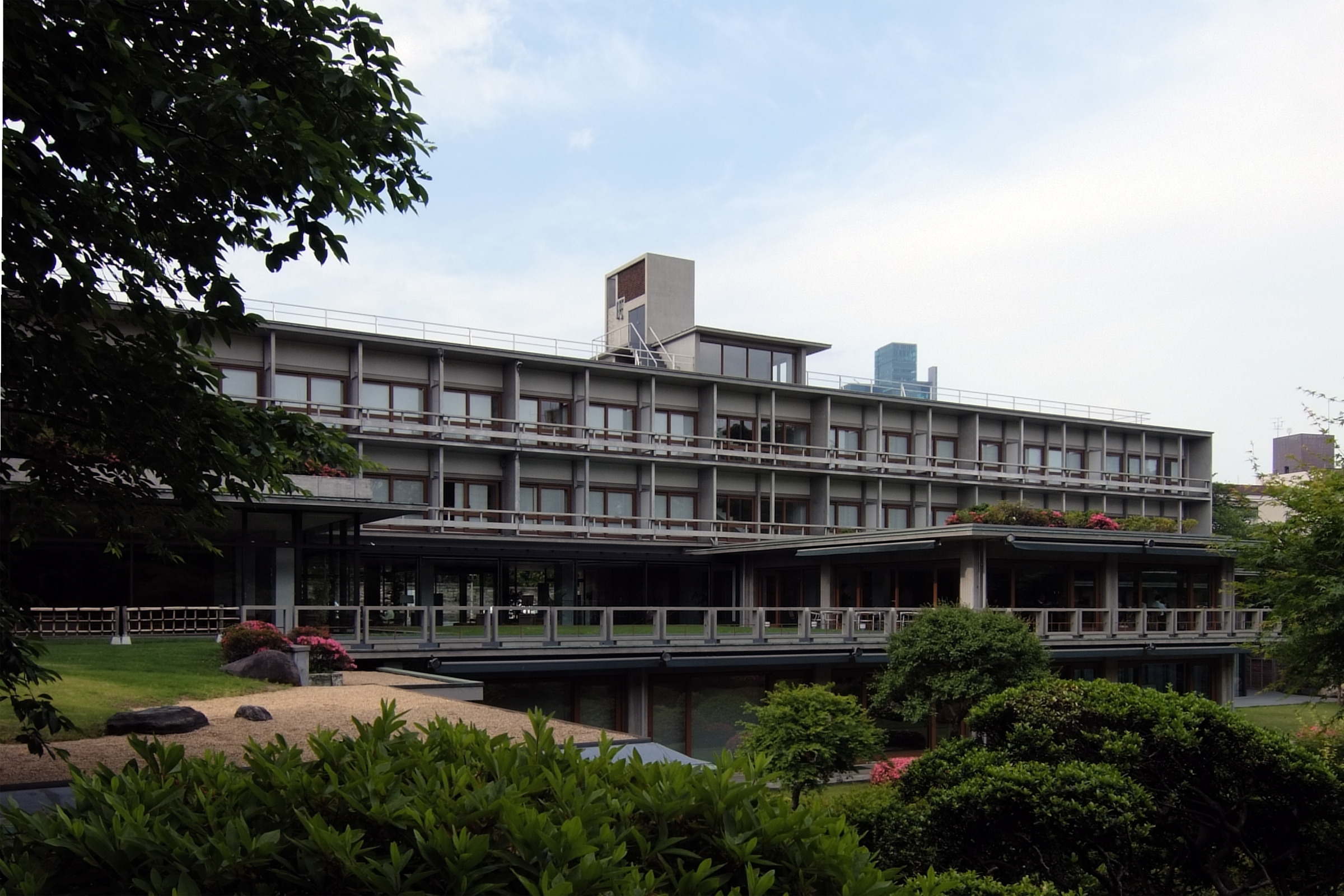
La Casa Internacional de Japón, Tokio, 1955.

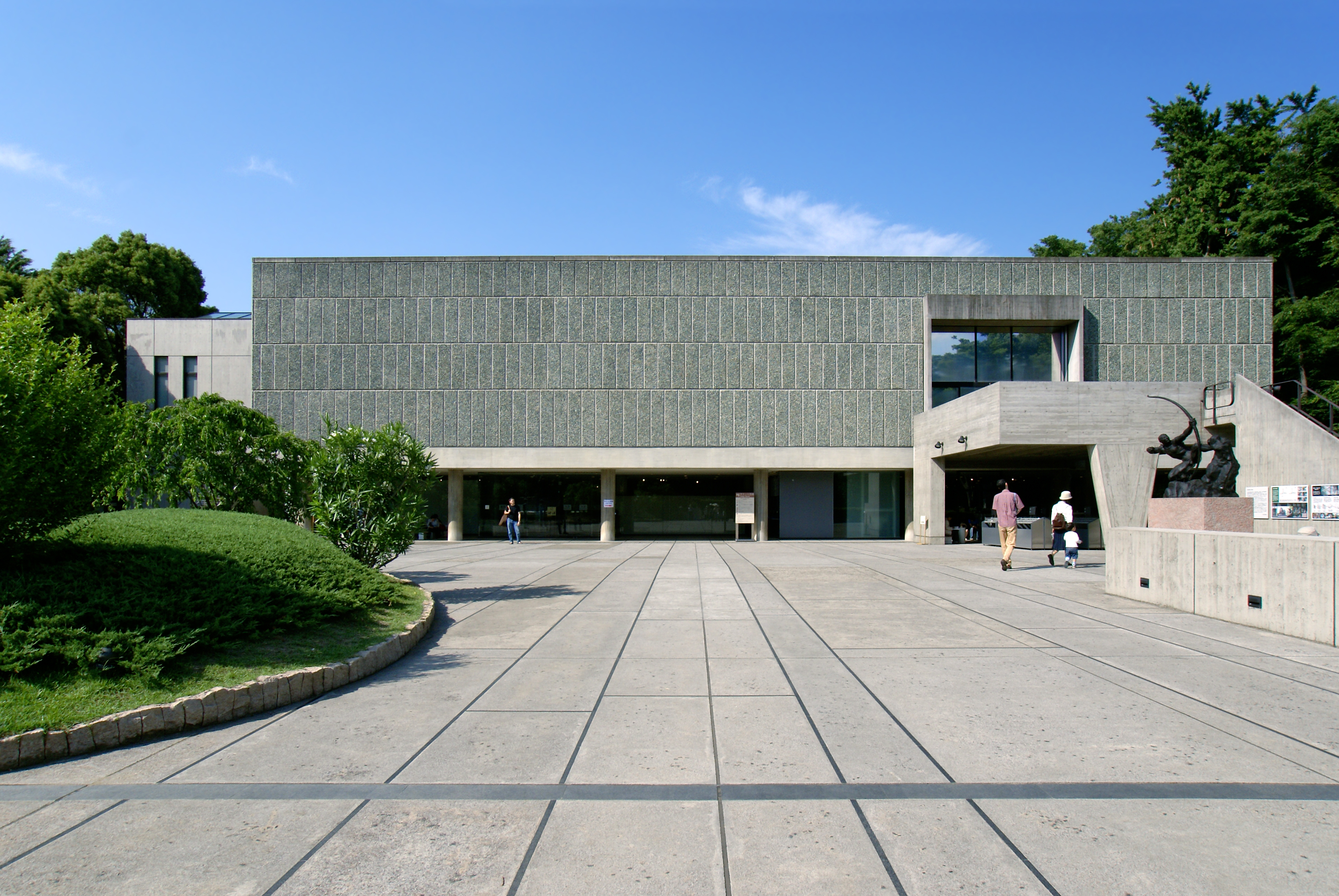
Museo Nacional de Arte Occidental de Tokio, 1959, diseñado junto a Le Corbusier.

Junzo Sakakura (坂倉 準三 Sakakura Junzō?,  1901–1969) fue un arquitecto japonés. 

## Biografía
Estudió en la Escuela de Bellas Artes de Tokio hasta 1927. Dos años después se trasladó a París, donde trabajó en el estudio de Le Corbusier hasta 1936. El Pabellón Japonés para la Exposición Universal de París en 1937 fue el primer testimonio que tuvo occidente del renacimiento arquitectónico del Japón. Fue la primera aportación a la Vanguardia Internacional en una fusión con la tradición japonesa.
Luego se mantuvo sin actividad hasta la posguerra y en 1952 surge con el Museo de Arte Moderno de Kamakura, el Ayuntamiento de Hajima y los Laboratorios Shionogi. Sakakura fue el presidente más prestigioso de la Asociación de Arquitectos de Japón con oficinas en Tokio y Osaka. En 1966 construye el Centro Juvenil de Osaka y el Ayuntamiento de Kanagawa. Casi simultáneamente también es autor del Ayuntamiento de Hiraoka (1964), y de una de las instalaciones de la Estación de Shinjuku en Tokio (1966).

## Proyectos destacados
- 1937 Pabellón japonés en la Exposición universal de 1937.
- 1951 Museo de Arte Moderno de Kamakura.
- 1955 International House of Japan, Tokyo
- 1959 Ayuntamiento de Hashima, Gifu.
- 1959 Silk Centre, Yokohama.
- 1962 Ayuntamiento y auditorio municipal de Kure.
- 1964 Ayuntamiento de Hiraoka.